# Kleiner Wotig
Der Kleine Wotig ist eine Insel im nördlichen Peenestrom im Gebiet der Gemeinde Kröslin. Die Insel liegt östlich des Ortes Hollendorf. Durch Verlandung ist der etwa 7 Hektar große Kleine Wotig seit dem 20. Jahrhundert mit dem südlich anschließenden, etwa 25 Hektar umfassenden Großen Rohrplan verbunden. Im Westen werden beide Teilinseln durch die Alte Peene, einen Seitenarm des Peenestroms, vom Festland getrennt. 
Zusammen mit dem nach Nordwesten anschließenden Großen Wotig wurde der Kleine Wotig in der Wolgaster Stadtmatrikel von 1574 als städtisches Weideland („Wische“) erwähnt. Die Nutzung erfolgte bis zur Aufgabe der Beweidung im Jahr 1965. Ab 1980 wurden der Kleine Wotig und der Große Rohrplan mit bis 3 Meter hohen Deichen umgeben, um sie als Spülfeld zu nutzen. Das führte zur völligen Devastierung der Inseln.